# Oskar Wlach
Oskar Wlach (Viena, 18 de abril de 1881-Nueva York, 16 de agosto de 1963) fue un arquitecto austríaco.

## Biografía
Miembro de una familia de clase media procedente de Moravia, estudió en primer lugar en la Universidad Técnica de Viena entre 1898 y 1906, donde fue alumno de Karl König, y a continuación en la Academia de Bellas Artes de Viena con Friedrich Ohmann entre 1906 y 1907. Posteriormente se doctoró elaborando una tesis sobre la época del Renacimiento temprano.

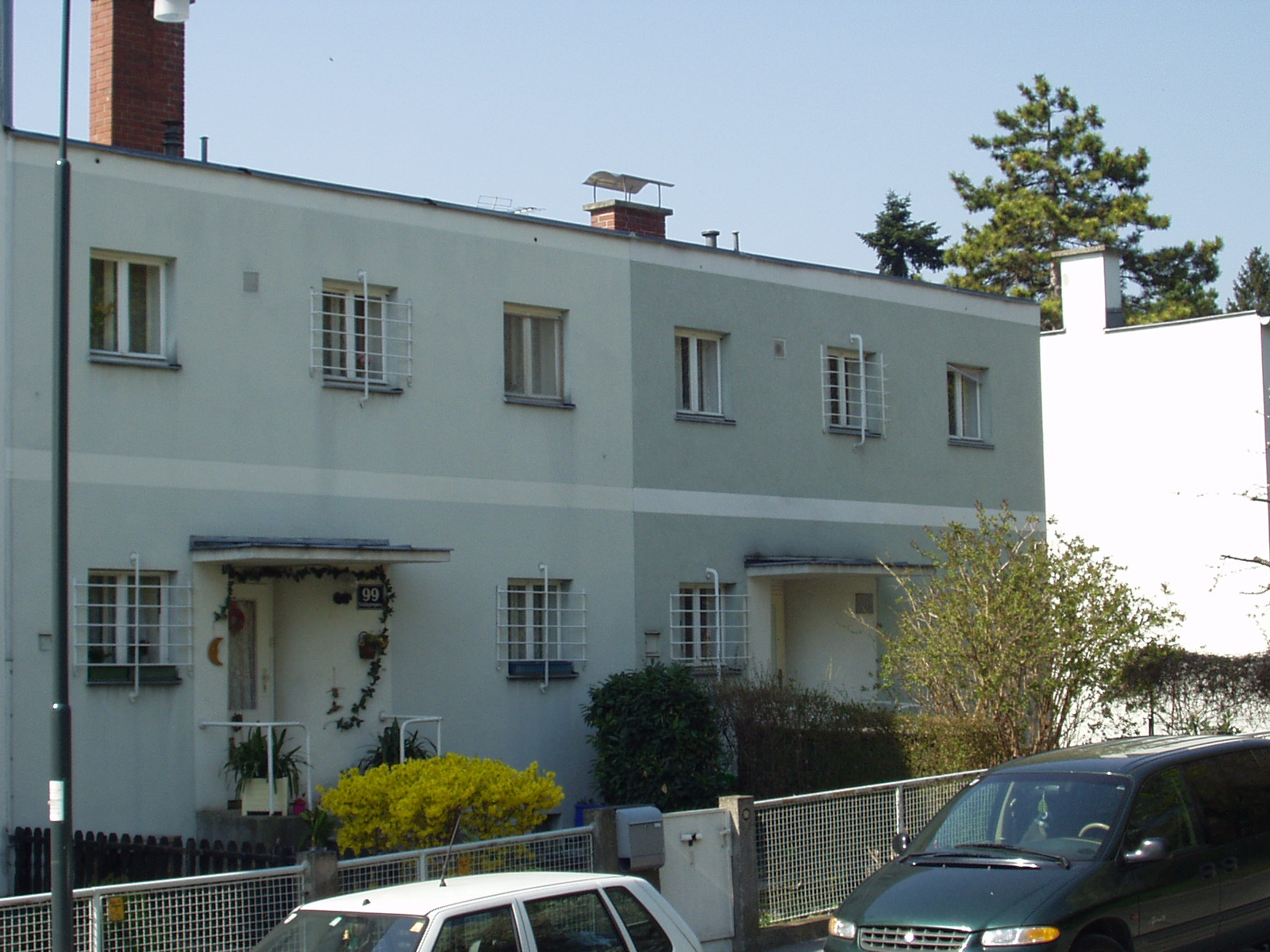
Veitingergasse 99-101 de Oskar Wlach

Empezó su andadura en el mundo laboral colaborando como arquitecto independiente con su compañero Oskar Strnad. Años después se unió a ellos Josef Frank.
Durante la Primera Guerra Mundial, Wlach trabajó junto con un equipo técnico en Estambul, donde al finalizar la contienda también llevó a cabo algunos proyectos. En 1919 regresó a Viena, y a partir de entonces la sociedad anteriormente formada con Strnad y Frank se disolvió.
A mediados de los años veinte, nuevamente con Josef Frank, fundó una empresa de mobiliario llamada Haus & Garten, la cual obtuvo un gran éxito produciendo numerosos artículos para el hogar y muebles para jardín, los cuales aunaban elegancia, confort y una moderada adaptación a las tendencias de la modernidad contemporánea. Asimismo, Wlach diseñó una casa doble a principios de los años treinta con motivo de la feria organizada por la Österreichischer Werkbund. Su obra ha sido encuadrada dentro del segundo modernismo vienés.
Tras la anexión de Austria por parte de la Alemania nazi en 1938, la empresa desapareció. Wlach y su familia, ayudados por Eugen Wörle, pudieron escapar a Suiza. Desde allí decidieron emigrar a los Estados Unidos, y, tras una escala en Londres, consiguieron llegar a Nueva York a 1939.
Establecidos en el país estadounidense, Wlach consiguió una licencia para poder ejercer como arquitecto, pero no tuvo mucho éxito y ya nunca pudo vivir con solvencia, lo cual le llevó a morir con 83 años en un hogar de ancianos de Nueva York.